# Nitromagnesite
La nitromagnesite è un minerale.